# 懷斯鎮區 (伊利諾伊州漢考克縣)
懷斯鎮區（英語：Wythe Township）是位於美國伊利諾伊州漢考克縣的一個行政鎮區。

## 地方資料
根據2010年美國人口普查的數據，懷斯鎮區的面積為98.65平方千米，當中陸地面積為98.60平方千米，而水域面積為0.05平方千米。當地共有人口242人，而人口密度為每平方千米2.45人。